# Coulanges (Allier)
Coulanges település Franciaországban, Allier megyében. Lakosainak száma 292 fő (2022. január 1.). Coulanges Molinet, Monétay-sur-Loire, Pierrefitte-sur-Loire, Le Pin, Saligny-sur-Roudon, Perrigny-sur-Loire és Saint-Agnan községekkel határos.

## Népesség
A település népességének változása:
| Lakosok száma | 460  | 329  | 339  | 307  | 323  | 340  | 354  | 321  | 305  | 292  |
|               | 1968 | 1982 | 1990 | 2006 | 2013 | 2015 | 2017 | 2019 | 2020 | 2022 |